# T Tauri

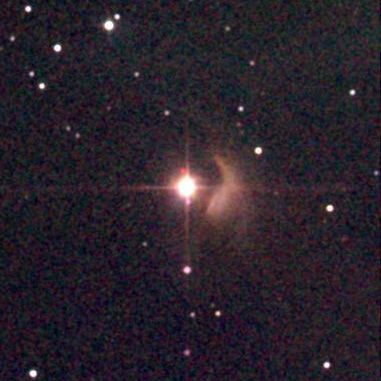
A T Tauri

A T Tauri egy változócsillag a Bika csillagképben és egyben a T Tauri változócsillagtípus névadója. 1852 októberében fedezte fel John Russell Hind a Hyadok nyílthalmazban. 
A csillag nevének kezdőbetűje, a „T”, a változócsillagok elnevezési nómenklatúráját követi, mely alapján a T Tauri a harmadik változócsillag, melyet a Bika csillagképben találtak.
Minden más T Tauri csillaghoz hasonlóan nagyon fiatal, alig 1 millió éves. A Földtől való távolsága megközelítőleg 460 fényév, látszólagos fényessége 9,3 és 14 magnitúdó között szabálytalanul változik.
A T Tauri rendszer legalább három csillagot tartalmaz, melyekből azonban csak egy érzékelhető a látható hullámhossztartományban, a másik kettő csak infravörösben illetve ezekből egy rádióhullámokat is kibocsát. A VLA rádióteleszkóp-rendszerrel történt vizsgálatok kimutatták, hogy a T Tauri egyik kísérőjével történt közeli találkozását követően jelentősen megváltoztatta a pályáját, és feltehetően kilökődött a rendszerből.
A csillaghoz közel található az NGC 1555 reflexiós köd, amelyet Hind-ködnek vagy Hind Változóködnek is neveznek. Mivel a T Tauri a ködöt megvilágítja, így annak fényessége is változik.
Az NGC 1554 elnevezésű, Otto Struve által 1968-ban megfigyelt köd feltehetően kapcsolatban állt a T Taurival, de nem sokkal észlelését követően eltűnt. Mivel létezése kétséges, így Struve Elvesztett Ködjének is nevezik.

## Külső hivatkozások
T Tauri: a DSS2, az SDSS Data Release 1, 3, 4, 5, 6 és az IRAS képein, Hidrogén α, Röntgen- és ultraibolya tartományban, Asztrofotókon és Csillagtérképen. További cikkek és képek az objektumról WikiSky-on.
- www.aavso.org